# Utetheisa aldabrae
Utetheisa aldabrae là một loài bướm đêm thuộc phân họ Arctiinae, họ Erebidae.